# Đớp ruồi cằm xanh
Đớp ruồi cằm xanh (danh pháp khoa học: Cyornis rubeculoides) là một loài chim trong họ Muscicapidae.
Đớp ruồi cằm xanh giống với Cyornis tickelliae nhưng dễ dàng phân biệt bởi cổ họng màu xanh. Môi trường sống của loài này là một khu rừng dày hơn các loài ruồi khác. Chim ruồi họng xanh được tìm thấy ở phần lớn Tiểu lục địa Ấn Độ, tất cả thông qua dãy Hy Mã Lạp Sơn, đồng bằng và Tây Ghats của Ấn Độ trong những tháng lạnh, và cũng kéo dài về phía đông vào Bangladesh, và đến Arakan và đồi Tenasserim ở Myanmar.